# Архитектурная премия Москвы
Архитектурная премия Москвы (премия города Москвы в области архитектуры и градостроительства) — ежегодная профессиональная награда, учреждённая в 2017 году при поддержке мэра Москвы Сергея Собянина. Цель премии — создание профессиональных ориентиров для развития архитектурной отрасли и рынка недвижимости в целом, а также поддержка архитекторов, предлагающих оригинальные и выразительные решения, делающие город более интересным и комфортным.
К рассмотрению принимаются проекты, получившие свидетельства об архитектурно-градостроительном решении (АГР), выданные и утверждённые за предшествующий год. Премия может быть присуждена автору либо коллективу авторов, чей вклад в работу был решающим.
Отбор лучших проектов года проводится экспертным советом премии, куда входят участники Архитектурного совета Москвы, а также урбанисты, представители профильных СМИ, приглашённые эксперты в области архитектуры. Возглавляет совет главный архитектор Москвы Сергей Кузнецов. Перечень номинаций премии формируется ежегодно на основании поданных проектов. Таким образом премия отвечает требованиям изменяющегося рынка.
Награждение и оглашение результатов премии ежегодно приурочено к празднованию Дня архитектора 1 июля. Победители получают премию в размере 1 млн рублей.

## История

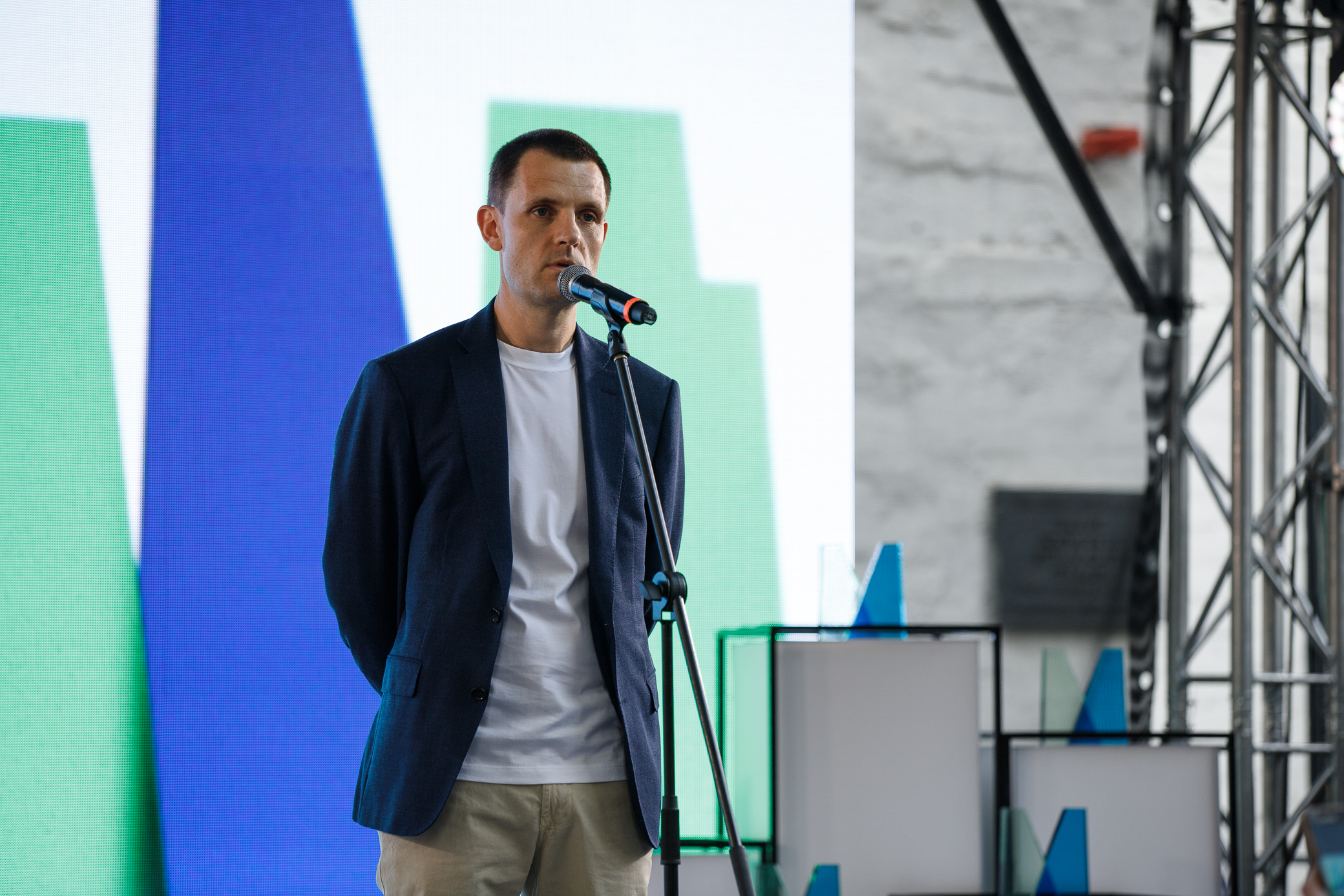
Сергей Кузнецов на праздничной церемонии Архитектурной премии Москвы 2019

С 2012 года Москомархитектура в течение пяти лет отмечала лучшие архитектурные проекты года в рамках Премии Архсовета Москвы. С 2017 года Премия Архсовета Москвы была реорганизована в Премию города Москвы в области архитектуры и градостроительства (Архитектурную премию Москвы). В 2018 году победителями первой премии стали победители последней Премии Архсовета Москвы.
С 2019 года в связи с изменением статуса премии изменились правила отбора участников. В настоящее время в рамках премии действует заявительная система. Приём заявок открывается 1 декабря каждого года и завершается 15 февраля следующего. Отбор победителей происходит в два этапа: на первом жюри формирует пул лучших объектов и лист номинаций текущего года, на втором — из списка номинантов выбираются победители.
В 2021 году судьи рассмотрели 140 заявок, отобрав 38 номинантов в 5 номинациях. 

## Экспертный совет 2022
- Сергей Кузнецов, главный архитектор Москвы — председатель совета
- Сергей Чобан, архитектор, руководитель бюро SPEECH
- Александр Цимайло и Николай Ляшенко, архитекторы, основатели и руководители архитектурного бюро «Цимайло Ляшенко и Партнёры»
- Владимир Плоткин, партнёр-основатель ТПО "Резерв
- Юлия Бурдова и Ольга Алексакова, архитектор, партнёр Buromoscow
- Николай Шумаков, президент Союза архитекторов России, Союза московских архитекторов
- Андрей Гнездилов Архитектурное бюро «Остоженка»
- Вадим Греков, управляющий директор «Моспроект-4»
- Анастасия Зайчикова, начальник управления Архитектурного совета Москомархитектуры
- Тимур Башкаев, руководитель «Архитектурного бюро Тимура Башкаева»
- Сергей Скуратов, основатель и творческий руководитель «SERGEY SKURATOV ARCHITECTS»
- Александр Асадов, творческий директор «Архитектурного бюро Асадова»
- Пётр Кудрявцев, генеральный директор Citymakers
- Юлия Шишалова, главный редактор журнала «Проект Россия»
- Татьяна Гук, директор Института Генплана Москвы
- Алексей Емельянов, глава департамента культурного наследия города Москвы
- Елизавета Лихачёва, директор Музея архитектуры им. А. В. Щусева
- Илья Иванов, архитектурный фотограф
- Юлий Борисов, руководитель бюро UNK project
- Павел Гнилорыбов, российский историк, основатель и главный редактор проекта «Архитектурные излишества»
- Алексей Дорожкин, главный редактор ELLE DECORATION Russia, историк искусства, Член Правления Ассоциации дизайнеров и декораторов интерьеров России (АДДИ) и Ассоциации Специалистов Предметного Дизайна (АСПD)
- Анастасия Ромашкевич, главный редактор AD Russia
- Эркен Кагаров, российский дизайнер, арт-директор студии Артемия Лебедева
- Михаил Хвесько, исполнительный директор Capital Group, архитектор
- Николай Гордюшин, исполняющий обязанности заместителя губернатора города Севастополя
- Михаил Шатров, архитектор, руководитель исследовательский проектов МАРШ Лаб, партнёр бюро НЛТР Практика, куратор проекта Арт-резиденции Universal University
- Максим Берлович, вице-президент Группы Эталон по региону Москвы
- Денис Китаев, акционер и основатель ИК Vesper
- Олег Торбосов, владелец агентства Whitewill
- Илья Осколков-Ценципер, дизайнер, деятель культуры, предприниматель
- Дмитрий Сухов, архитектор, главный архитектор ГК «Моспроект-3», основатель бюро «Дмитрий Сухов архитектс. DSA»

## Номинации и победители

### 2021 год
| Номинация                                                                                                 | Архитектор                                          | Проект |
| --- | --------------------------------------------------- | --- |
| Лучшее архитектурно-градостроительное решение объекта временного и постоянного проживания                 | ООО Архитектурное Бюро «Цимайло Ляшенко и Партнёры» | Апартаменты с подземной автостоянкой Славянская площадь, вл. 2/5/4, стр. 5 (ЦАО, Таганский)                   |
| Лучшее архитектурно-градостроительное решение объекта социальной инфраструктуры                           | ООО «ам Атриум»                                     | Общеобразовательная школа на 1225 учащихся ул. Золоторожский Вал, вл.11, участок 6 (ЮВАО, Лефортово)          |
| Лучшее архитектурно-градостроительное решение объекта транспортного назначения                            | Архитектурное бюро Тимура Башкаева                  | Станция метро «Мнёвники» Пересечение ул. Нижние Мнёвники и проезда Главмосстроя (СЗАО, Хорошево-Мневники)     |
| Лучшее архитектурно-градостроительное решение объекта многоквартирного жилого дома по программе реновации | АО «Капстройпроект»                                 | Жилой дом с инженерными сетями и благоустройством территории ул. Малая Тульская влд.55/1 (ЮАО, Донской)       |
| Лучшее архитектурно-градостроительное решение объекта административно-делового и торгового назначения     | ООО «ЮНК проект»                                    | Многофункциональный комплекс зданий Национального космического центра Филёвский бульвар (ЗАО, Филёвский Парк) |

### 2020 год
| Номинация | Архитектор                                                     | Проект                                                                                    |
| --- | -------------------------------------------------------------- | ----------------------------------------------------------------------------------------- |
| Лучшее архитектурно-градостроительное решение объекта образования, медицины, религиозного назначения и городского управления | ООО «Архитектурное бюро Асадова»                               | Общеобразовательная школа на 2100 мест ТАО, Троицк, Октябрьский просп., вл. 35            |
| Лучшее архитектурно-градостроительное решение жилого дома стандарт-класса                                                    | ООО «ГК «Олимпроект» и ООО «Архитектурное бюро Катерины Грень» | Жилой дом ул. Бауманская, вл. 47/1                                                        |
| Лучшее архитектурно-градостроительное решение объекта транспортного назначения                                               | Архитектурное бюро Тимура Башкаева                             | Транспортно-пересадочный узел «Рязанская»                                                 |
| Лучшее архитектурно-градостроительное решение объекта коммерческого назначения                                               | Бюро «WALL»                                                    | Комплекс апартаментов с подземной автостоянкой САО, Аэропорт, ул. Нижняя Масловка, вл. 10 |
| Лучшее архитектурно-градостроительное решение объекта спортивно-зрелищного назначения                                        | ООО ТПО «Прайд»                                                | Центр Художественной Гимнастики Ирины Винер-Усмановой ЦАО, ул. Лужники, 24, стр 24        |

### 2019 год
| Номинация                                                                                                 | Архитектор | Проект |
| --- | --- | --- |
| Лучшее архитектурно-градостроительное решение объекта образования и медицины                              | ТПО «Резерв» | Больница с родильным домом пос. Сосенское, п. Коммунарка, ул. Сосенский Стан, вл. 10/1 |
| Лучшее архитектурно-градостроительное решение объекта жилого назначения                                   | Архитектурное бюро Сергея Скуратова | Многоэтажный жилой комплекс с подземной автостоянкой ЦАО, Якиманка, Донская ул., вл. 14, корп. 1 |
| Лучшее архитектурно-градостроительное решение объекта спортивного и культурно-просветительного назначения | - Победитель № 1: АО "Московский архитектурно-художественный проектный институт имени академика Полянского - Победитель № 2: ПТАМ Виссарионова | - Победитель № 1: Многофункциональный физкультурно-оздоровительный комплекс СЗАО, Покровское-Стрешнево, Тушинская ул., вл. 16 - Победитель № 2: Входная группа в зоопарк со стороны метро «Баррикадная» ЦАО, Пресненский, Большая Грузинская ул., вл. 1 |
| Лучшее архитектурно-градостроительное решение объекта спортивного и культурно-просветительного назначения | UNK project | Многофункциональный центр «Академик» (Гостинично-деловой комплекс с подземной автостоянкой) ЗАО, Проспект Вернадского, просп. Вернадского, вл. 41 |

### 2017/2018 год
| Номинация                                                                                     | Архитектор                                       | Проект |
| --------------------------------------------------------------------------------------------- | ------------------------------------------------ | --- |
| Лучшее архитектурно-градостроительное решение объекта образования и медицины                  | Buromoscow                                       | Индивидуальное дошкольное образовательное учреждение на 220 мест ЮАО, Варшавское шоссе, корп. 10                                                   |
| Лучшее архитектурно-градостроительное решение объекта жилого назначения эконом-класса         | ОАО Моспроект-4                                  | Жилой дом ЗАО, Очаково-Матвеевское, Аминьевское шоссе                                                                                              |
| Лучшее архитектурно-градостроительное решение жилого дома повышенной комфортности             | Архитектурное бюро «Цимайло, Ляшенко и Партнёры» | Регенерация комплекса зданий с приспособлением под жилые квартиры ЦАО, Большая Полянка, 9 стр. 1                                                   |
| Лучшее архитектурно-градостроительное решение объекта офисного и административного назначения | SPEECH                                           | Офисное здание с подземной автостоянкой САО, район Беговой, Ленинградский проспект, вл. 31, стр. 3                                                 |
| Лучшее архитектурно-градостроительное решение объекта торгово-бытового назначения             | Blank Architects                                 | Многофункциональный торгово-сервисный центр СВАО, Отрадное, ул. Декабристов, вл. 12                                                                |
| Лучшее архитектурно-градостроительное решение объекта общественного назначения                | АБ «Рождественка»                                | Пансионат для детей с онкогематологическими и иными тяжёлыми заболеваниями фонда «Подари жизнь» НАО, поселение Внуковское, в районе п. Переделкино |